# Cephalocyclus durangoensis
Cephalocyclus durangoensis är en skalbaggsart som beskrevs av Bates 1887. Cephalocyclus durangoensis ingår i släktet Cephalocyclus och familjen Aphodiidae. Inga underarter finns listade.